# James McKeen Cattell
James McKeen Cattell (25 de maio de 1860 — Lancaster (Pensilvânia), 20 de janeiro de 1944) foi um psicólogo estado-unidense, foi o primeiro professor de psicologia nos Estados Unidos, lecionando na Universidade da Pensilvânia, e editor e editor de periódicos científicos e publicações de longa data, a maioria notavelmente a revista Science. Ele também atuou no conselho de curadores do Science Service, agora conhecido como Society for Science & the Public (ou SSP), de 1921 a 1944.
No início da carreira de Cattell, muitos cientistas consideravam a psicologia, na melhor das hipóteses, um campo menor de estudo ou, na pior, uma pseudociência como a frenologia.Talvez mais do que qualquer um de seus contemporâneos, Cattell ajudou a estabelecer a psicologia como uma ciência legítima, digna de estudo nos níveis mais altos da academia. No momento de sua morte, o New York Times o saudou como "o reitor da ciência americana". No entanto, Cattell pode ser mais lembrado por sua oposição intransigente ao envolvimento americano na Primeira Guerra Mundial. Sua oposição pública ao projeto o levou à demissão de seu cargo na Universidade de Columbia, um movimento que mais tarde levou muitas universidades americanas a estabelecer estabilidade como meio de proteger crenças impopulares.

## Carreira acadêmica
Após completar seu Ph.D. com Wundt na Alemanha em 1886, Cattell assumiu um cargo de professor na Universidade de Cambridge, na Inglaterra, e tornou-se membro da St John's College, Cambridge. Ele fez visitas ocasionais à América, onde deu palestras na Bryn Mawr e na Universidade da Pensilvânia. Em 1889, ele retornou aos Estados Unidos para assumir o cargo de professor de psicologia na Pensilvânia e, em 1891, mudou-se para a Universidade de Columbia, onde se tornou chefe do departamento de psicologia, antropologia e filosofia; Ele se tornou presidente da American Psychological Association em 1895.
Desde o início de sua carreira, Cattell trabalhou arduamente para estabelecer a psicologia como um campo tão digno de estudo quanto qualquer uma das ciências físicas "duras", como a química ou a física. Na verdade, ele acreditava que uma investigação mais aprofundada revelaria que o próprio intelecto poderia ser analisado em unidades padrão de medida. Ele também trouxe os métodos de Wilhelm Wundt e Francis Galton de volta para os Estados Unidos, estabelecendo os esforços de teste mental nos EUA
Em 1917, Cattell e o professor de inglês Henry Wadsworth Longfellow Dana (neto de Henry Wadsworth Longfellow e Richard Henry Dana Jr. ) foram demitidos da Universidade de Columbia por se oporem à política de recrutamento dos Estados Unidos durante a Primeira Guerra Mundial. Anos depois, ele processou o universidade e ganhou uma anuidade. Em 1921, ele usou o dinheiro que ganhou com o assentamento para iniciar a The Psychological Corporation para fomentar seu interesse no campo da psicologia aplicada. Como ele nunca foi capaz de explicar realmente como os psicólogos podem aplicar seu trabalho, a organização falhou até ser assumida por outros psicólogos com experiência em psicologia aplicada. No final de sua vida, Cattell ainda editava e publicava seus diários. Para se ajudar nesse processo, ele criou a Science Press Printing Company para produzir seus periódicos. Ele continuou seu trabalho nos diários até sua morte em 1944 em Lancaster, Pensilvânia.

## Crenças eugenistas
Como muitos eminentes cientistas e estudiosos da época, o pensamento de Cattell foi influenciado pela crença na eugenia, definida como a "ciência aplicada ou o movimento biossocial que preconiza o uso de práticas destinadas a melhorar a composição genética de uma população, geralmente referindo-se a populações humanas. "  A crença de Cattell na eugenia foi fortemente influenciada pela pesquisa de Charles Darwin, cuja teoria da evolução motivou a ênfase de Cattell em estudar “a psicologia das diferenças individuais”.
Em conexão com suas crenças eugenistas, a própria pesquisa de Cattell descobriu que os homens de ciência provavelmente tinham pais que eram clérigos ou professores. Aliás, o pai de Cattell era ambos.
Cattell acreditava que tinha “capacidade herdada”, mas também creditava a influência de seu ambiente, dizendo “foi minha sorte encontrar um lugar de nascimento ao sol. Um germoplasma bastante bem composto [genes bons] atendeu a circunstâncias às quais estava excepcionalmente apto para reagir”. A crença de Cattell na eugenia o motivou a oferecer a seus próprios filhos presentes monetários de US$ 1 000 se eles se casassem com os filhos de um professor universitário ou profissional acadêmico.

## Testes mentais
A pesquisa de Cattell sobre as diferenças individuais desempenhou um papel significativo na introdução e enfatizando a técnica experimental e a importância da metodologia na experimentação na América. Em relação ao início de seus testes mentais, em Leipzig, Cattell começou a medir independentemente " processos mentais simples "  Entre 1883 e 1886, Cattell publicou nove artigos discutindo as taxas de tempo de reação humana e diferenças individuais. Como professor da Universidade da Pensilvânia, Cattell administrou uma bateria de dez testes a alunos voluntários e, pela primeira vez, introduziu o termo "testes mentais" como um termo geral para seu conjunto de testes que incluía medidas de sensação, usando pesos para determinar diferenças apenas perceptíveis, tempo de reação, extensão da memória humana e taxa de movimento.  Quando Cattell se mudou para a Universidade de Columbia, a bateria de testes se tornou obrigatória para todos os calouros. Cattell acreditava que seus testes mentais mediam a inteligência; entretanto, em 1901, Clark Wissler, um aluno de Cattell, demonstrou que não havia relação estatística entre as pontuações nos testes de Cattell e o desempenho acadêmico. Os testes foram finalmente tornados irrelevantes com o desenvolvimento de Alfred Binet é medições de inteligência.

## Revistas Cientificas
Cattell era bem conhecido por seu envolvimento na criação e edição de periódicos científicos. Ele estava tão envolvido em possuir e publicar periódicos que sua produtividade em pesquisa diminuiu. Ele fundou a revista Psychological Review em 1894, juntamente com James Mark Baldwin. Ele também adquiriu a revista Science e, em cinco anos, tornou-a a publicação oficial da American Association for the Advancement of Science, 1895-1900. Em 1900, ele comprou a Popular Science Monthly da D. Appleton & Company. Em 1915, o título foi comprado dele e tornou-se Popular Science. Ele, por sua vez, fundou e editou o The Scientific Monthly, que foi para os assinantes do antigo Popular Science Monthly como um substituto.
Cattell foi editor da Science por quase 50 anos. Durante esse tempo, ele fez muito para promover a psicologia como ciência, cuidando para que os estudos empíricos em psicologia tivessem destaque na revista.  Em relação ao seu impacto no desenvolvimento da psicologia como ciência, Ludy T. Benjamin escreveu sobre a redação de Cattell "não há como negar que aumentou significativamente a visibilidade e o status da psicologia entre as ciências mais antigas".

## Ceticismo
Cattell era cético em relação a afirmações paranormais e espiritualismo. Ele havia considerado a médium Leonora Piper uma fraude. Ele estava envolvido em um debate sobre Piper com o psicólogo William James na revista Science. Ele questionou o apoio de James à pesquisa psíquica. Em uma carta a James, ele escreveu que a "Society for Psychical Research está fazendo muito para prejudicar a psicologia".